# 猫田あしゅ
猫田 あしゅ（ねこた あしゅ、11月20日 - ）は、日本の女性コスプレイヤー。女性アイドルグループ・「プエラの絶対値」のメンバー。

## 人物
「猫田あしゅ」という名前の由来は、『猫田さん』という本人の母のオリジナルのキャラクターから、コスネームを付ける時に苗字にその”猫田”を使用した。「あしゅ」はこれまた母が飼っていたネコの名前が「アッシュ」だったので、そこからより響きを可愛らしくし”あしゅ”となった。「アッシュ」は『BANANA FISH』のアッシュ・リンクスから取って命名された。
子どもから大人まで楽しんでもらえるコスプレが目標。キャラクターコスプレはもちろん、創作コスプレでの表現など、とにかくコスプレが好きという思いの中、「楽しさ」をたくさんの人に知ってもらいたいと活動している。
思い出の衣装は『ファイナルファンタジー』のユウナ、『とある科学の超電磁砲(レールガン)』の御坂美琴。
ピアノやアルトサックスなどの楽器経験あり。好きな色は白。趣味はゲーム、カラオケ。好きな動物は猫。好きな食べ物は苺、ラーメン。元手術室看護師。
テレビアニメ『女神寮の寮母くん。』では、ないる、倉坂くるる、ふれいあ、夜道雪、五木あきらとともに「公式2.5次元キャラクター」を担当した（早乙女あてな担当）。
2023年4月14日、楠茉夏プロデュース女性アイドルグループ・「プエラの絶対値」に加入。2023年6月16日の定期公演にてパフォーマンスを終了。「プエラの絶対値」の親善大使に就任する事を発表した。メンバーカラーは白色担当。

## 作品

### CDシングル
テレビアニメ『女神寮の寮母くん。』の主題歌
「Naughty Love」
早乙女あてな（猫田あしゅ）、和知みねる（ないる）、戦咲きりや（倉坂くるる）、フレイ（ふれいあ）、八月朔日せれね（夜道雪）で構成された「女神寮生」によるオープニングテーマ。作詞・作曲・編曲は橘亮祐、篠崎あやと。
「ゼッタイ! キミ宣言♡」
女神寮生に香炉野すてあ（五木あきら）を加えた「女神寮生+α」によるエンディングテーマ。作詞・作曲・編曲は塚田耕平。

## 書籍

### グラビア
- 『ヤングアニマル』5号（2021年2月26日発売）巻末グラビア[10][11]

### 写真集
小冊（同人）
- なついろ（2019年8月12日）
- COLORS（2019年12月31日）
- アオハル。（2021年1月23日）
- 恋スルいちごみるく（2021年1月23日）
- 君夏 キミナツ（2021年6月20日）
- しゅわしゅわレモネード（2021年6月20日）
- 君冬-キミフユ-（2021年12月31日）
- 雪解けクリームソーダ（2021年12月31日）